# Хешин, Мишаэль
Мишаэль Хе́шин (ивр. מישאל חשין‎; 1936, Бейрут, Ливан — 19 сентября 2015, Герцлия) — израильский юрист, член Верховного суда Израиля. Сын Шнеура Залмана Хешина.

## Биография
Мишаэль Хешин родился в середине 1930-х годов в семье, принадлежавшей к еврейской духовной элите Иерусалима. Среди его предков был основатель хасидского течения «Хабад», а отец Мишаэля, Шнеур Залман Хешин, был окружным судьёй Иерусалима в период британского мандата, а в дальнейшем одним из первых пяти судей Верховного суда Израиля.
Мищаэль учился в народной школе «Кармель» в Тель-Авиве, а затем в старшей школе «Бейт-ха-Керем» в Иерусалиме. В 1957 году окончил юридический факультет Еврейского университета в Иерусалиме и в 1960 году получил адвокатскую лицензию. В 1962 году защитил докторскую диссертацию и с того же года работал в государственной прокуратуре как помощник генерального прокурора Израиля. В 1973 году был назначен заместителем юридического советника правительства Израиля и оставался на этом посту до 1978 года.
В 1978 году Хешин ушёл с государственной службы, открыв частную адвокатскую практику в Иерусалиме; он вёл активную работу в Ассоциации адвокатов Израиля, на определённом этапе занимая должность председателя её национального совета. В январе 1992 года был избран членом Верховного суда Израиля, став первым адвокатом, включённым в его состав, не занимая ранее поста судьи в судах более низких инстанций. Этот пост он занимал до февраля 2006 года, за год до ухода на пенсию став заместителем председателя Верховного суда. В 2003 году Хешин возглавлял Центральную избирательную комиссию, в этой должности отметившись решением о прекращении трансляции речи действующего премьер-министра Ариэля Шарона как противоречащей закону о выборах. 
В последние годы жизни у Хешина было диагностировано онкологическое заболевание, он умер в сентябре 2015 года, оставив после себя вдову Рут и троих детей. Мишаэль Хешин пережил своего старшего сына Шнеура, погибшего в 2010 году в автомобильной аварии. Похоронен на кладбище кибуца Гиват-ха-Шлоша.

## Юридическое наследие
За свою юридическую карьеру Мишаэль Хешин составил сам или участвовал в написании более чем 5000 юридических заключений, в том числе нескольких ключевых вердиктов Верховного суда Израиля. 
Среди подзащитных Хешина как адвоката были товарищи по цеху, которых он представлял на добровольных началах, без оплаты, командующий Северным военным округом Амир Дрори, которому понадобилась юридическая помощь в рамках деятельности следственной комиссии Кахана после резни в Сабре и Шатиле, и сотрудники ШАБАКа, выступившие с разоблачениями против собственного начальства в «деле о маршруте номер 300». Как судья Хешин в случаях, когда возникало противоречие между буквой закона и судебной справедливостью в его понимании, без колебаний выбирал вторую, подчёркивая, что право должно идти в ногу с требованиями времени, поскольку иначе оно становится бесполезным. Хешин демонстрировал дифференциированный подход к праву на свободу слова, подчёркивая, что свобода политического выражения не равна свободе рекламы или порнографии, и не считая, что свобода слова важнее права гражданина на частную жизнь и защиту доброго имени. Одно из его наиболее резонансных решений было связано с вопросом о том, что считать изнасилованием, и гласило, что отсутствие прямо высказанного согласия на секс со стороны женщины делает половой акт незаконным. В разные периоды Хешин выступал против бессрочного освобождения студентов иешив от военной службы, против политики разрушения домов палестинских террористов, взятой на вооружение правительством Израиля, и против права палестинцев на «воссоединение семей» на территории Израиля. Он резко критиковал курс министра юстиции Даниэля Фридмана на ограничение полномочий Верховного суда (широко цитировалось его высказывание о том, что руку, поднятую на Верховный суд, он бы отсёк). Через год после ухода в отставку был удостоен почётного рыцарского звания от Движения за чистоту власти за непримиримое отношение к коррупции в государственных организациях и к излишнему государственному вмешательству в общественную жизнь.
Коллеги Мишаэля Хешина по профессии отмечали его уникальный стиль. Составленные им юридические документы и судебные решения были пространными и изобиловали цитатами из еврейской духовной литературы и аллюзиями на произведения художественной литературы. В его заключениях фигурировали диккенсовский Фейгин, кэрролловская Алиса, свифтовский Гулливер, барон Мюнхгаузен, три мушкетёра и другие персонажи.